# Ivar Benlös (1773)
Ivar Benlös var en turuma, en typ av skärgårdsfregatt, konstruerad av Fredrik Henrik af Chapman. Hon är uppkallad efter Ivar Benlös.

## Tjänstgöringshistoria
Hon byggdes år 1773 och deltog i Gustav III:s ryska krig 1788-1790, bland annat i Första slaget vid Svensksund 1789.